# The Tingler
The Tingler é um filme estadunidense de 1959 do gênero horror e suspense dirigido por William Castle. e estrelado por Vincent Price, Darrtl Hickman, Patricia Cutts, Pamela Lincoln, Philip Coolidge e Judith Evelyn.

## Elenco
- Vincent Price como Dr. Warren Chapin
- Judith Evelyn como Mrs. Martha Ryerson Higgins
- Darryl Hickman como Dave Morris
- Patricia Cutts como Isabel Stevens Chapin
- Pamela Lincoln como Lucy Stevens
- Philip Coolidge como Oliver "Ollie" Higgins